# Dolichopoda geniculata
Dolichopoda geniculata är en insektsart som först beskrevs av Costa, O.G. 1860.  Dolichopoda geniculata ingår i släktet Dolichopoda och familjen grottvårtbitare.

## Underarter
Arten delas in i följande underarter:
- D. g. pontiana
- D. g. macroxipha
- D. g. geniculata

## Bildgalleri

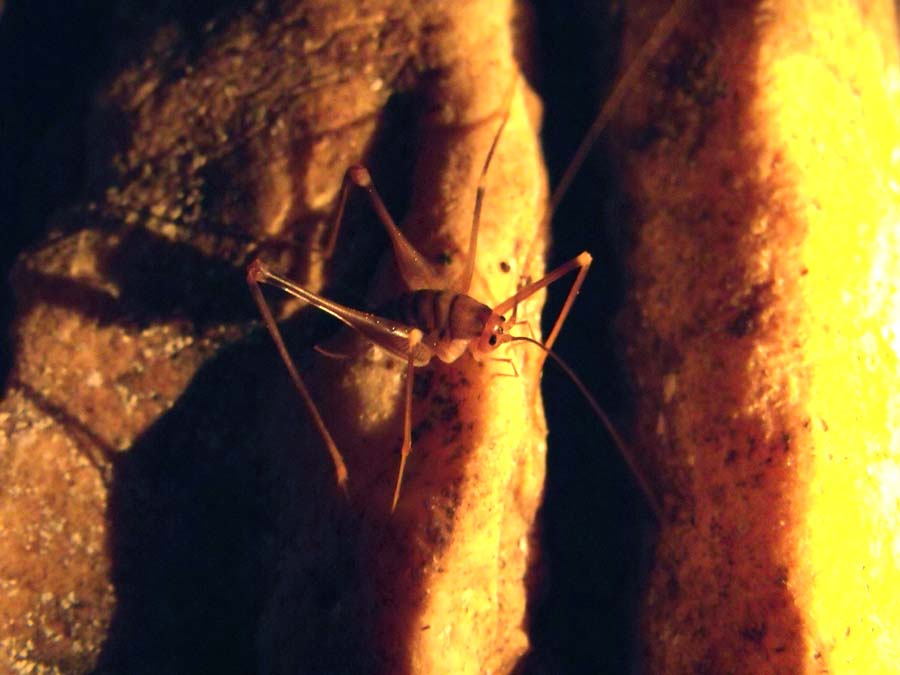
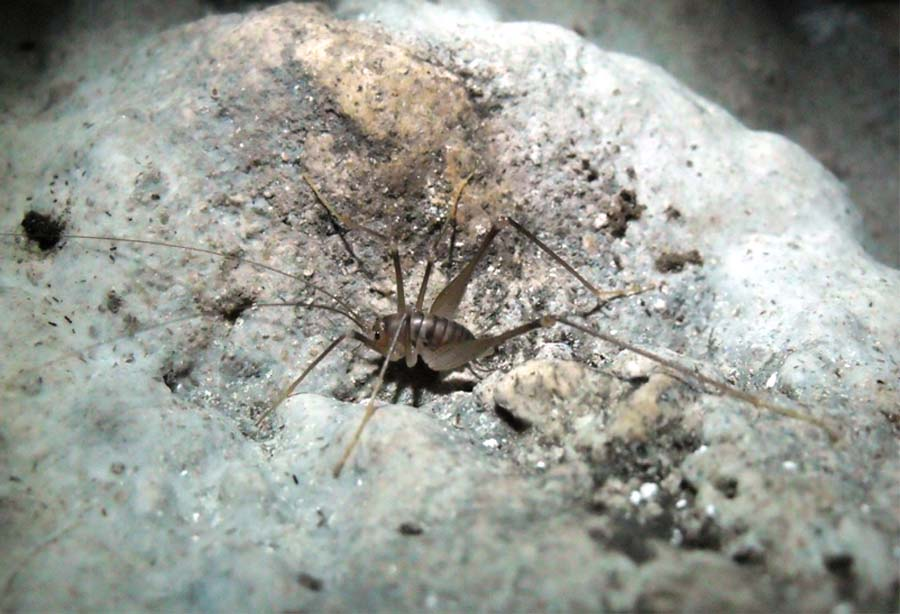